# سی‌بی‌اس
شبکه سی‌بی‌اس (به انگلیسی: CBS) یکی از بزرگ‌ترین شبکه‌های رادیویی و تلویزیونی آمریکایی است. این شبکه در سال ۱۹۲۷ میلادی ایجاد شد. نام این شبکه از حروف اول نام پیشین آن، سیستم پخش‌رسانه‌ای کلمبیا (Colombia Broadcasting System) گرفته شده‌است. این شبکه گاهی به خاطر شکل نمادش، با نام شبکهٔ چشم شناخته می‌شود.

## برخی برنامه‌های مشهور
- فلش (۱۹۹۰)
- سی اس آی
- سی اس آی میامی
- کیتی کوریک، مجری ارشد اخبار شامگاهی این شبکه
- قاضی جودی
- یگان
- تئوری بیگ بنگ
- شلدون جوان
- آشنایی با مادر
- مظنون
- ماموریت در هاوایی